# 普塔卡希爾卡山
9°17′30″S 77°06′00″W / 9.29167°S 77.10000°W
普塔卡希爾卡山（Putaqa Hirka），是秘魯的山峰，位於該國北部安卡什大區，由瓦里省負責管轄，屬於布蘭卡山脈的一部分，該山峰海拔高度4,200米。